# Haltepunkt Ferihegy

Der Haltepunkt Ferihegy ist ein Zugangspunkt vom Eisenbahnnetz der ungarischen Hauptstadt Budapest zum Flughafen Budapest Liszt Ferenc. Er wurde 2007 eröffnet und ist auch Halt von InterCity-Zügen. Es ist die letzte Betriebsstelle der Bahnstrecke Budapest–Szolnok vor der Budapester Stadtgrenze zum Komitat Pest.

## Lage

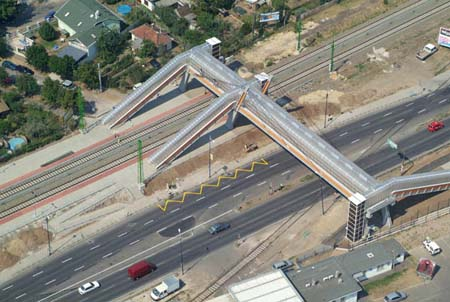
Fußgängerüberführung über die 4-es főút, unten das Anschlussgleis zum Flughafen (2007)

Der Haltepunkt Ferihegy liegt am südöstlichen Stadtrand von Budapest im XVIII. Bezirk und direkt an der 4-es főút. Das Terminal 1 des Flughafens Budapest befindet sich etwa 300 Meter entfernt.

## Anlagen
Der Haltepunkt verfügt über eine mit Treppenanlagen und Aufzügen ausgestattete Fußgängerüberführung, die die beiden Außenbahnsteige verbindet und über die 4-es főút in Richtung von Terminal 1 führt. Der in einem Container untergebrachte Fahrkartenschalter wurde am 30. November 2022 geschlossen, der Fahrkartenverkauf erfolgt nur noch am Automaten. Auf Höhe des Haltepunktes kreuzt das Anschlussgleis zum Flughafen die 4-es főút.

## Betrieb
Der Haltepunkt wird von Personenzügen von Budapest-Nyugati nach Monor und Cegléd bedient. Im Fernverkehr halten auch InterCitys und InterRégiós von Budapest-Nyugati in Richtung Nyíregyháza und Szeged.